# Lhotka (Hranice)
Lhotka je malá vesnice, část města Hranice v okrese Přerov. Nachází se asi šest kilometrů severozápadně od Hranic. Hranice II-Lhotka leží v katastrálním území Lhotka u Hranic o rozloze 1,48 km².

## Pamětihodnosti
- Zvonička
- Zaniklé slovanské hradiště